# Zagrebačka kriza
Zagrebačka kriza je politička kriza koja je uslijedila nakon izbora za zagrebačku gradsku skupštinu. Skupština se sastala 29. listopada 1995., ali pobjedničke stranke SDP i HSLS nisu uspjele postaviti svojeg kandidata za gradonačelnika zbog protivljenja predsjednika Republike Franje Tuđmana i HDZ-a.
Stranke koje su pobijedile na izborima činile su većinu u lokalnoj vlasti i predložile su više svojih kandidata, ali je hrvatski zakon zahtijevao da gradonačelnika potvrdi predsjednik Republike Hrvatske Franjo Tuđman, koji je to odbio učiniti. Kao rezultat toga Grad nije dobio svoje demokratski izabrane predstavnike, već je na čelo Grada Zagreba i Zagrebačke županije postavljen Vladin povjerenik Stjepan Brolich. Situacija je kulminirala velikim prosvjedima i nije okončana do sljedećih izbora 1997., kada je Tuđmanov HDZ uspio pridobiti dva pripadnika oporbe u svoje redove, dobivši tako većinu u gradskoj skupštini i izabravši Marinu Matulović-Dropulić za gradonačelnicu, koja drugi put dolazi na tu dužnost (prvi put 1996. kao imenovana gradonačelnica od strane Vlade RH, a na prijedlog Predsjednika RH).